# Barnadesia macbridei
Barnadesia macbridei là một loài thực vật có hoa trong họ Cúc. Loài này được Ferreyra mô tả khoa học đầu tiên năm 1964.